# Autosan H6
Autosan H6 – rodzina wysokopodłogowych autobusów klasy mini produkowanych przez zakłady Autosan i Autosan-Bussan Sp. z o.o. w Sanoku. Produkowanymi wersjami autobusu były: miejska, regionalna, towos, furgon, więźniarka i szkolna (powstała na podstawie wersji regionalnej).

## Historia

### Geneza
W 1950 w łódzkim oddziale Centralnego Biura Technicznego Przemysłu Motoryzacyjnego został zaprojektowany prototyp pierwszego powojennego polskiego autobusu, należącego do klasy mini. Autobus ten opierał się na podwoziu ciężarówki Star 20. W grudniu 1951 powstał zmodyfikowany model Star 51. Kolejnym modelem tej rodziny był autobus klasy mini Star N52, którego produkcja została przeniesiona do Sanoka. Autobus nie sprawdził się w warunkach eksploatacyjnych, gdyż potrzebowano autobusów dłuższych (midibusów). W 1959 powstał jednak wykonany na podstawie furgonetki mikrobus Nysa N59.
Autosan rozpoczął seryjną produkcję autobusów w 1950 jako San, jednakże pierwszy autobus w sanockiej fabryce został zbudowany w 1928. W 1964 w kooperacji z ZSD Nysa powstał minibus SFA-2, o długości 8,6 m, na podstawie tego modelu powstał prototypowy autobus SFA-3, który należał do klasy midi. Żaden z nich nie wszedł jednak do produkcji seryjnej. W 1973 powstał 9-metrowy autobus klasy midi Autosan H9. W 1983 powstał wydłużony o metr Autosan H10. W tym czasie ani Autosan, ani drugi polski producent autobusów – Jelcz nie produkowali autobusów klasy mini do obsługi linii o małym natężeniu ruchu. Rozwój komunikacji miejskiej na terenach podmiejskich, komunikacji nocnej oraz potrzeby szkół, hoteli i sanatoriów na małe autobusy spowodował konieczność budowy również autobusów tej wielkości, gdyż istniejące na rynku mikrobusy były z kolei zbyt małe. Kryzys lat 80. w którym były problemy nie tylko z opracowywaniem prototypów, ale nawet z dostawami części, spowodował opóźnienia i zmiany w projektach.

### Prototypy
H6-01 i H6-02
W 1984 Autosan zaprezentował dwa przedniosilnikowe prototypy autobusu klasy mini o długości 6 metrów. Miejski Autosan H6-01 i międzymiastowy Autosan H6-02. W pojazdach tych zastosowano 4-cylindrowy silnik WSW Andrychów SW266 (bazował on na silniku 6c107 pomniejszonym o 2 cylindry). Jednostka o mocy 79 KM (później moc zwiększono do 91 KM) okazała się zbyt słaba. Pojazdy te jednak pokazały, że autobusy tej wielkości są potrzebne. Mniejszy silnik i mniejsza masa w porównaniu z autobusami klasy maxi, które dominowały liczebnie we flotach WPK, powodował znaczne oszczędności na paliwie. Dodatkowo produkcja mniejszych autobusów miała spowodować oszczędności w zużytych do budowy materiałach, które ze względu na kryzys gospodarczy były trudne do zdobycia.
H6-03
Kryzys lat 80. odbił się w zaopatrzeniu sanockiej fabryki. Produkcja Stara 742 wciąż nie następowała. Zbudowano jednak trzy prototypowe nadwozia w wersji międzymiastowej, miejskiej i furgon. W 1988 został wykonany zaledwie jeden autobus miejski, który trafił na Pomorze. Autobus ten różnił się od poprzedników innym układem okien. Drugi ze zdobytych silników trafił do prototypowej furgonetki.
H6-04
Wraz z rozpoczęciem seryjnej produkcji Stara 742 Autosan wrócił do współpracy ze Starem. Do pierwszych autosanów H6 zastosowano gotowe podwozia wyprodukowane w latach 1990–1991. W autobusie zastosowano silniki Andoria 4cT107 oraz Perkins Phaser 110T, które później weszły do produkcji seryjnej.
W 1993 na podstawie autobusu powstała furgonetka. Pojazd ten był mechanicznie oparty na autobusie Autosan H6-04. Powstało 18 egzemplarzy Autosan H6-50 (furgonetką) i 16 pojazdów Autosan H6-56 (wersją towarowo-osobową, mającą 9 miejsc i ładowność 1,7 t). Oznaczenie Autosan H6-50 zostało zdublowane z prototypem z 1988 opierającym się na wersji Autosan H6-03.
H6-05 i H6-30
W 1988 Autosan rozpoczął współpracę z węgierskim Ikarusem. Autosan miał zbudować Węgrom podwozia na bazie modelu Autosan H6, które miały posłużyć do projektowanego minibusu serii 500. Węgierski kontrahent wycofał się i zostawił sanocką fabrykę z gotowymi podwoziami. Podwozia te zostały wykorzystane później do budowy modelu Autosan H6-05 oraz modelu Autosan H6-30, który został zaprezentowany na Międzynarodowych Targach Poznańskich w 1989. Obie wersje różniły się jedynie szczegółami, 05 miał drzwi pojedyncze, a 30 podwójne.
H6-06
Wersja Autosan H6-06 powstała w 1988 w kooperacji z jugosłowiańskim TAM. Autobus został wyposażony w kompletny układ napędowy produkcji TAM.
W 1993 dwa egzemplarze Autosan H6-06 zostały zakupione przez Toruń. Był to jeden z pierwszych minibusów w komunikacji miejskiej. Małe pomarańczowe autobusy zostały przydzielone do obsługi linii 36, która łączyła osiedle Brzezina z centrum miasta. Przedłużenie linii 36 spowodowało, że autobusy te stały się zbyt małe do obsługi tej linii. Początkowo przenoszono je na inne mało obciążane linie 16, 29, 30 i 32. W 2000 ze względu na zakup Jelczy M081MB, Autosany stały się niepotrzebne. Ostatecznie jeden z nich sprzedano natomiast drugi przerobiono na pogotowie techniczne.
H6-07 Lux
W 1989 powstała kolejna wersja Autosana H6. Pojazd ten powstał na bazie podwozia dla Ikarusa (wersja H6-05) z układem napędowym TAM (wersja H6-06). Autobus ten był jednak luksusowym minibusem do komunikacji międzymiastowej. Standard nie odbiegał od konstrukcji zachodnich. Autobus zabierał 15 pasażerów (wszystkie miejsca siedzące). Ponadto został on wyposażony w radio i lodówkę. Oprócz egzemplarza pokazowego powstał jeden pojazd dla klienta z Norwegii. Autobus ten został wyposażony dodatkowo w toaletę.
W 1991 powstał jeszcze autobus Autosan H6-07 z silnikiem z Andrychowa.
H6 – współpraca z Iveco
W 1990 Autosan rozpoczął współpracę z firmą Iveco. Początkowo był to model Iveco TurboDaily. Ze względu jednak na inne umiejscowienie silnika trzeba było zmodyfikować nadwozie. Nadwozie H6 okazało się jednak zbyt ciężkie dla podwozia Iveco TurboDaily. Lepszą bazą okazał się TurboZeta. Powstały jedynie trzy egzemplarze, nie były jednak oparte na ciężarówce Iveco, a jedynie zamontowano w nim niektóre elementy z Włoch: czterocylindrowy silnik Iveco 8040.25 o mocy 84,5 kW (115 KM), pięciostopniową mechaniczną skrzynię biegów Iveco 2846 oraz sztywną oś przednią i most napędowy Iveco. Pierwszy autobus opuścił montownię w czerwcu 1992. Dwa następne w listopadzie 1992 i styczniu 1993.
H6 – współpraca z IFA
W 1991 Autosan rozpoczął współpracę z niemiecką (d. NRD) IFA, producentem małych ciężarówek Robur. Strona niemiecka dostarczyła trzy podwozia Robura wraz z układem napędowym (4-cylindrowy silnik Deutz). Sanocka fabryka na bazie tego podwozia wykonała autobus międzymiastowy, towos z (7+1 miejscami siedzącymi) i furgon (2+1 miejsca). Pogarszająca się kondycja finansowa niemieckiego producenta spowodowała zaniechanie dalszej współpracy.

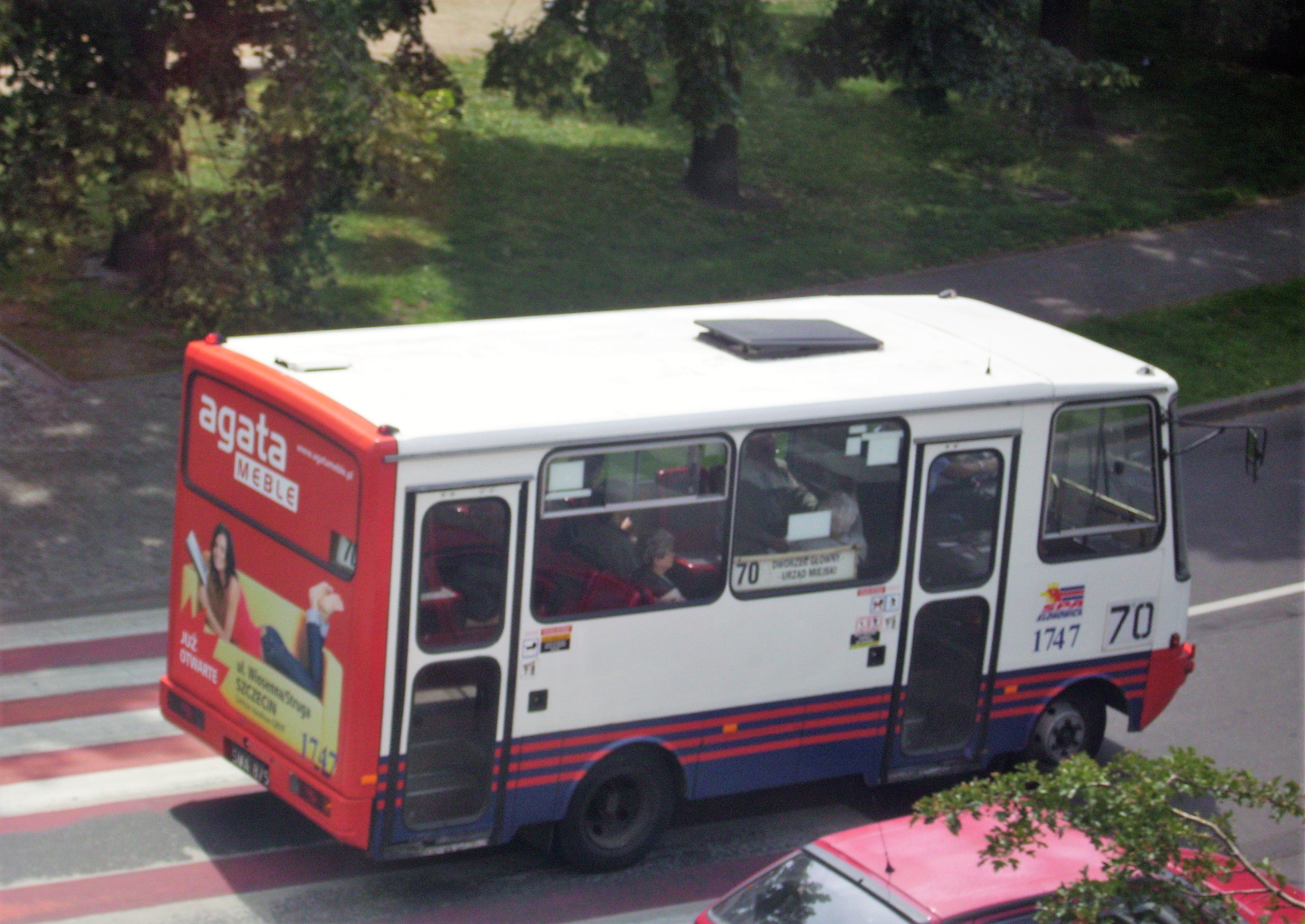
Autosan H6 w Szczecinie

### Wersja seryjna
H6-10 i H6-20

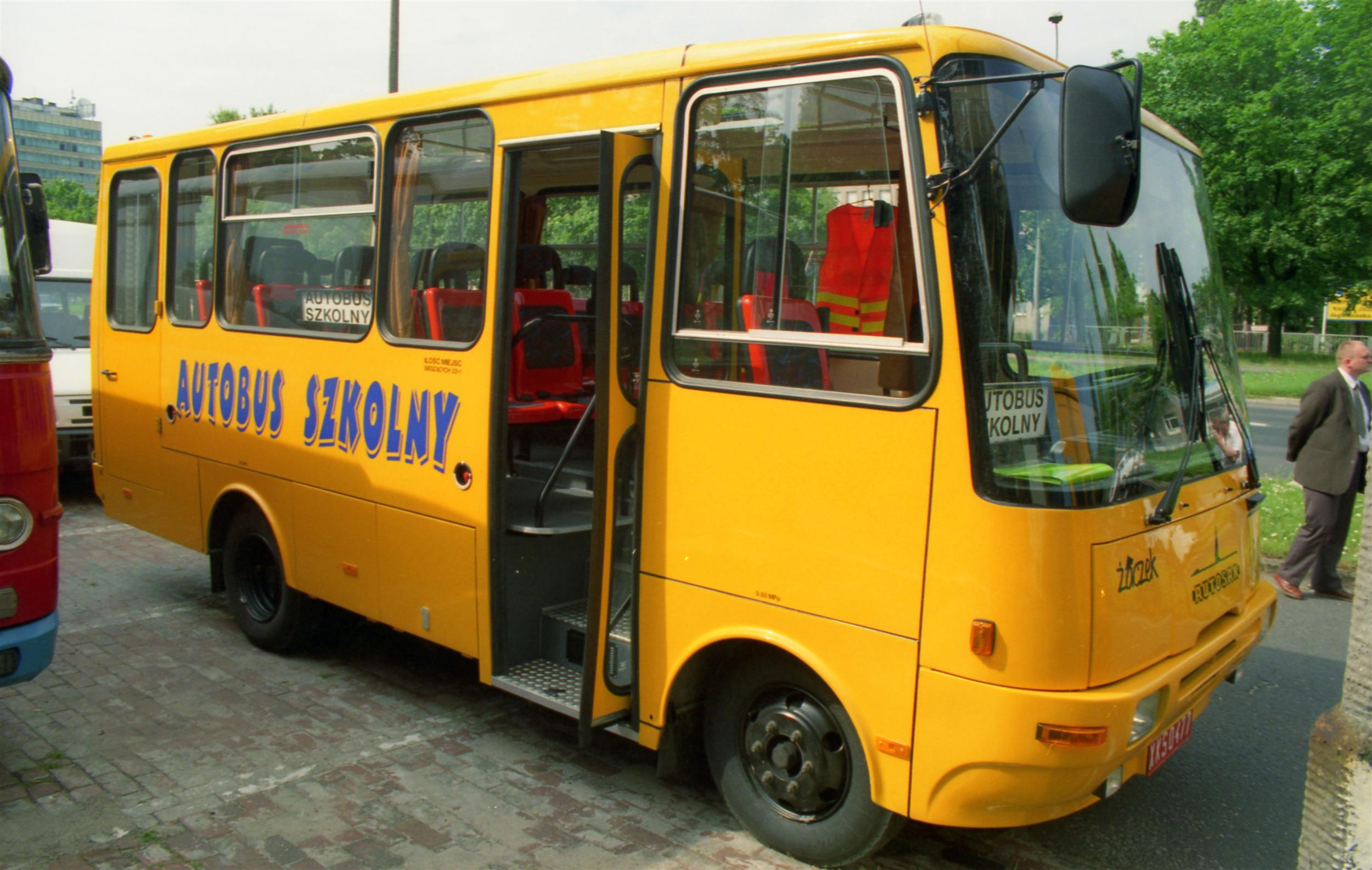
Autosan H6-10 Żaczek

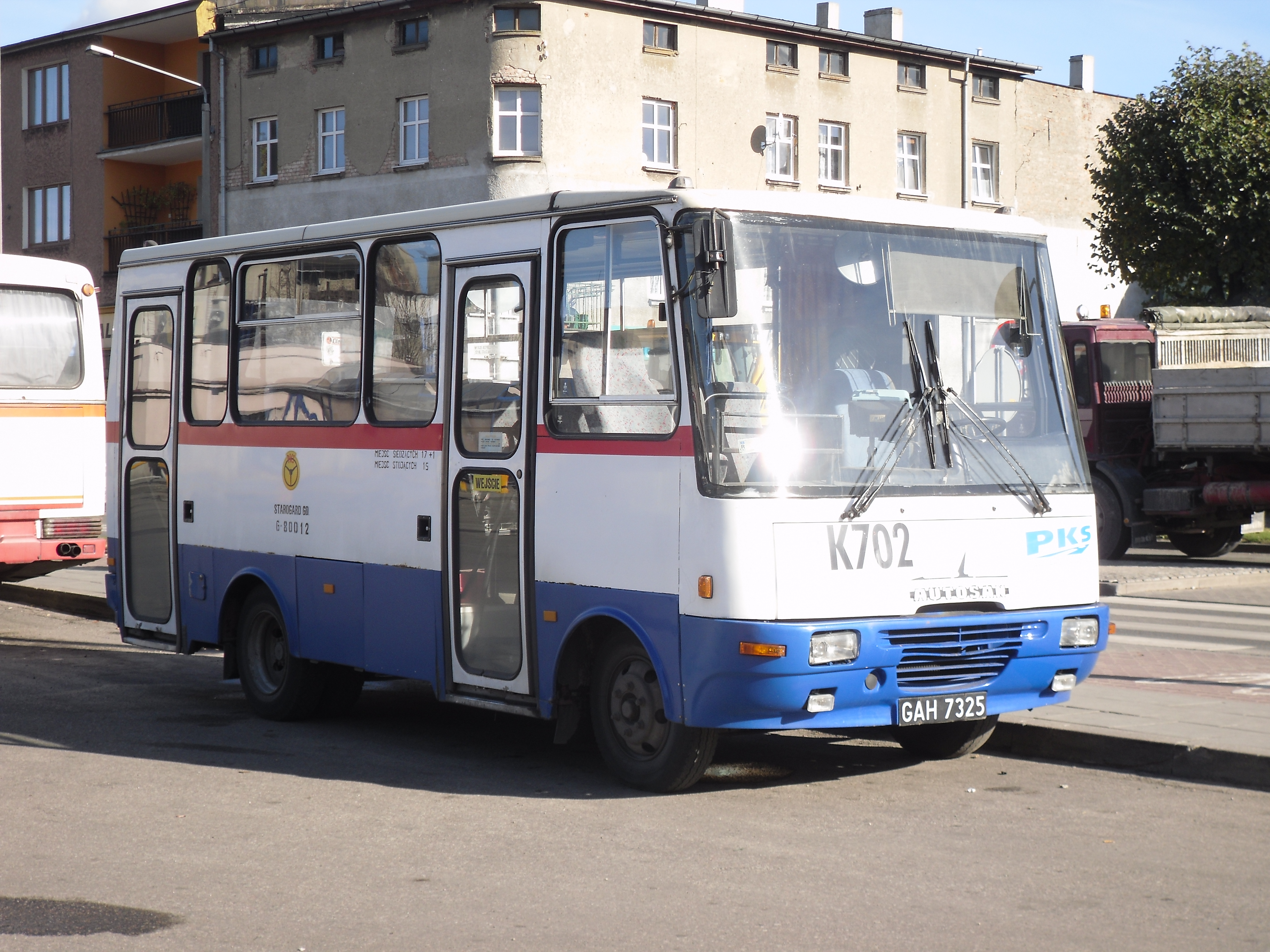
Autosan H6-20 w Kościerzynie

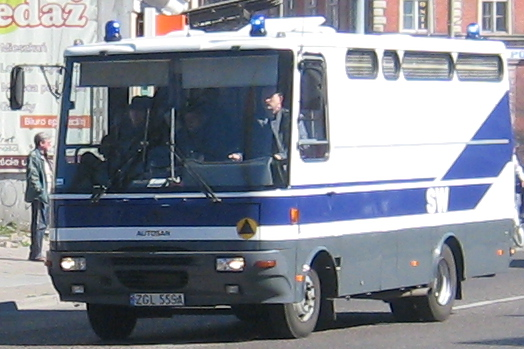
Autosan H6-ZK w konwoju

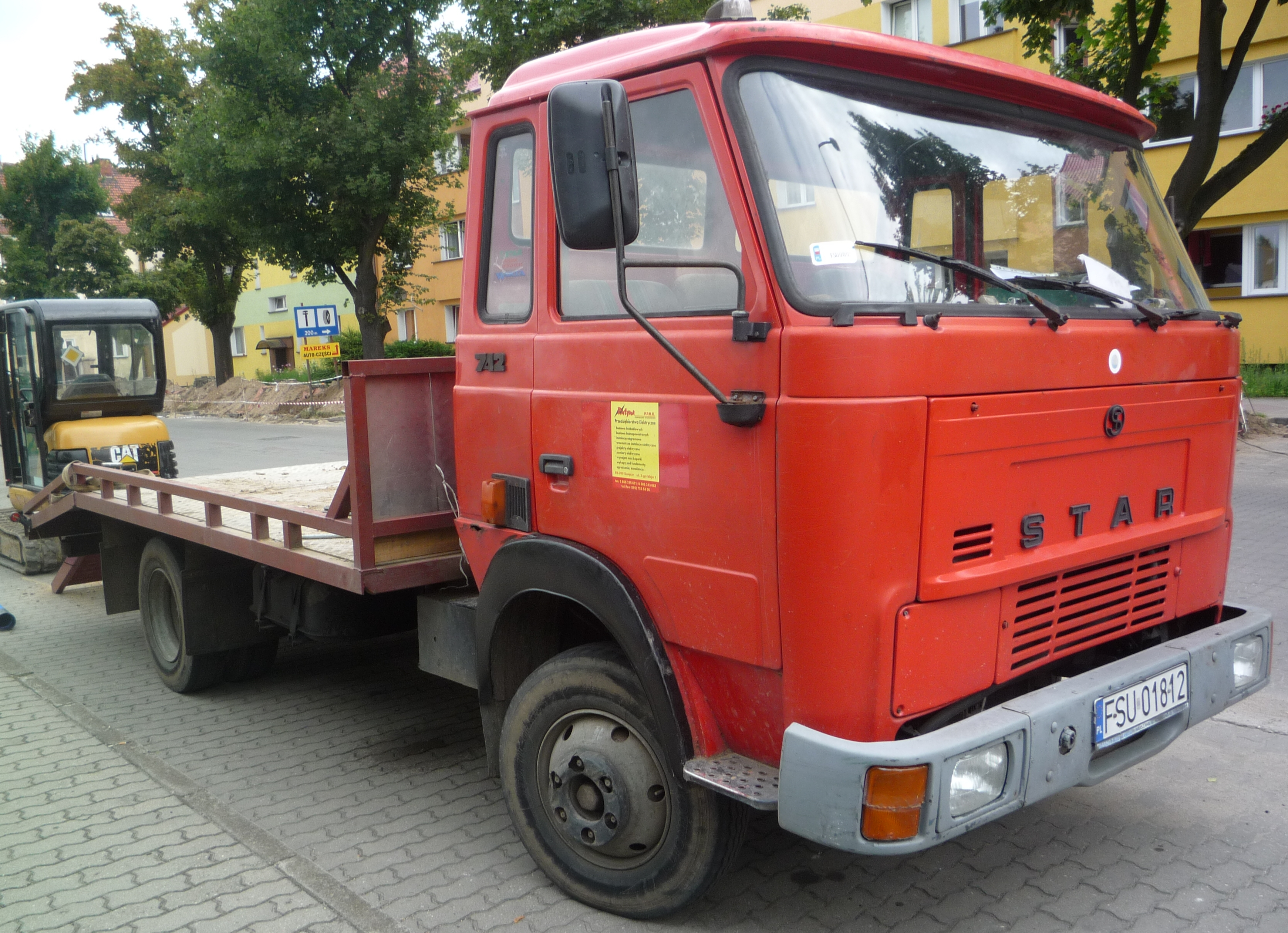
Star 742

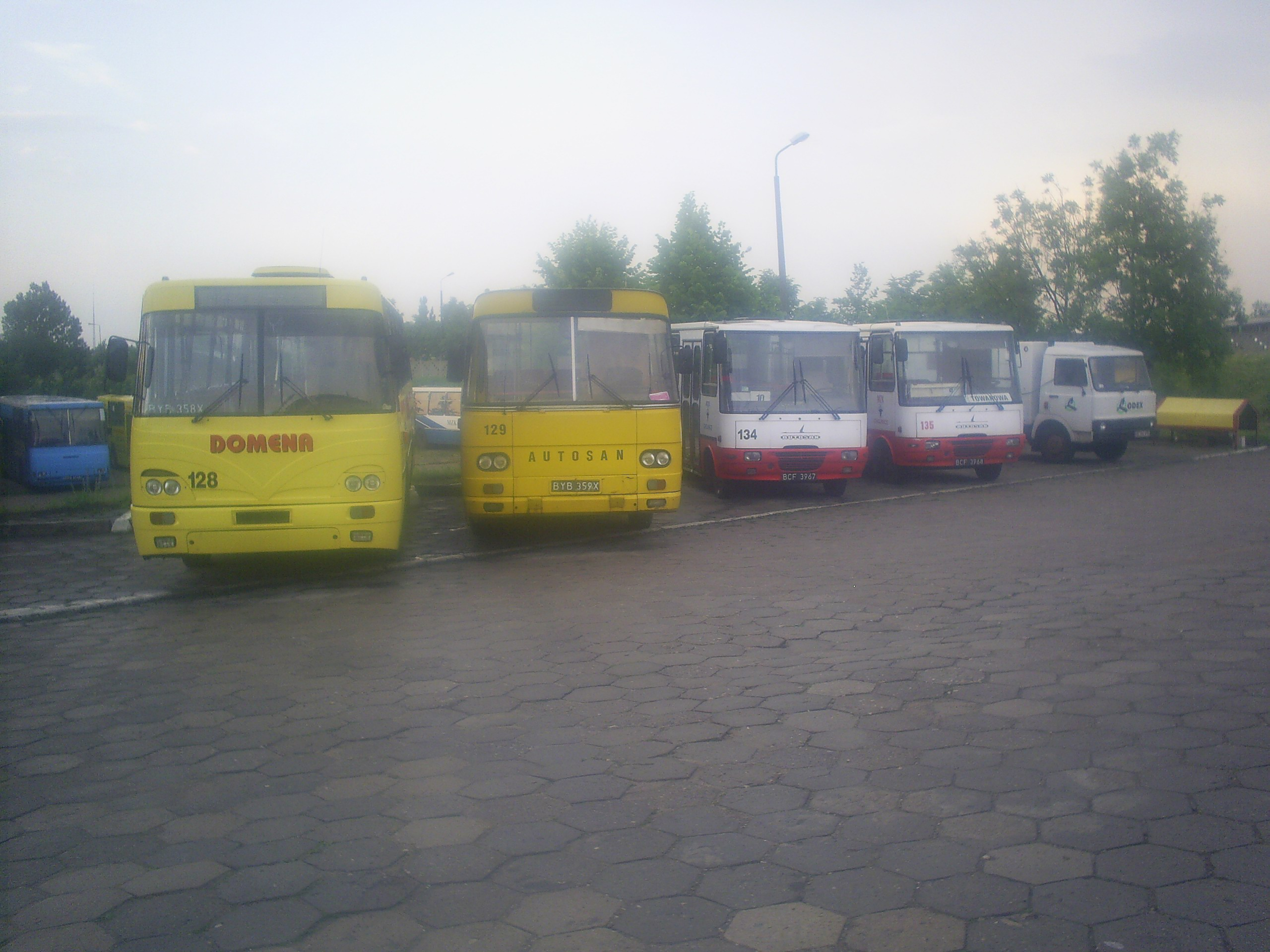
Autosany H9-35 i H6-20

W 1996 zmodernizowano nadwozie wydłużając je o 20,5 i podwyższając o 15,7 cm. Zastosowano silnik Perkins Phaser o mocy 79 kW (107 KM). Nowe autobusy zostały nazwane Autosan H6-10 (międzymiastowy) oraz Autosan H6-20 (miejski). Największym odbiorcą tych autobusów był MPK Kraków, który zamówił te pojazdy w celu obniżenia kosztów na liniach o małym natężeniu podróżnych. Jednakże mimo małej liczby podróżnych następowała dość duża wymiana na przystankach, co spowodowało iż jedna para drzwi była nie praktyczna. Specjalnie dla tego przewoźnika powstała wersja dwudrzwiowa.
Produkcję autosanów H6 (H6-10 i H6-20) zakończono w 2000. Zastąpił go o ponad metr dłuższy Autosan H7, który został zaprezentowany w 1999. Numeracja typów Autosana H7 została zachowana z poprzednika.

### Wersje specjalne i użytkowe
H6-50 i H6-56
Nazwy Autosan H6-50 i Autosan H6-56, w przeciwieństwie do wersji pasażerskich, były wspólnym oznaczeniem pojazdów zbudowanych na bazie autobusu Autosan H6, niezależnie od wersji wejściowej autobusu. Autosan H6-50 to dwumiejscowy furgon. Natomiast Autosan H6-56 to towos mający 9 miejsc siedzących i 1,7 t ładowności. Parametry te powodują, że pojazd ten sprawdzał się jako pogotowie techniczne. Pojazdy użytkowe zbudowane na podzespołach Robura miały 3 i 8 miejsc siedzących.
H6-ZK
Produkowano również odmianę specjalną do transportu więźniów Autosan H6-ZK. Pierwszy Autosan H6-ZK powstał w 1993 na bazie Autosana H6-04. W autobusie znajdowało się 17 miejsc dla osadzonych i 3 dla konwojentów. Na pokładzie zamontowano toaletę. W 1994 powstały jeszcze dwie więźniarki na podstawie nadwozia Autosan H6-10.

## Konstrukcja
Konstrukcja Autosana H6 została oparta na podwoziu lekkiej ciężarówki – Star 742. Ciężarowe pochodzenie konstrukcji wymusiło zastosowanie wysokiej płyty podłogowej oraz rozwiązań stosowanych w ciężarówkach. Z drugiej strony pozwoliło na obniżenie kosztów konstrukcji oraz pośrednio obniżyło koszty eksploatacji. W niektórych prototypowych pojazdach zastosowano komponenty innych producentów (TAM, Iveco, Robur, Andoria, Rába, Mercedes-Benz).

### Układ napędowy
Układ napędowy Autosana H6 miał opierać się na silnikach Andoria z Andrychowa umiejscowionych w przedniej części pojazdu. Napęd miał być przenoszony za pomocą skrzyni biegów z Tczewa. Problemy z dostawcami oraz z samymi silnikami wymusiły kooperację z różnymi zagranicznymi producentami, stąd prototypy były wyposażane w silniki i skrzynie biegów Perkins, TAM Iveco, Deutz.

### Układ jezdny
Autobus jest dwuosiowy: przednia oś jest skrętna, tylna – napędowa. Początkowo osie dostarczał Star, jednakże w wyniku problemów z konstrukcją Stara 742, którego osie miały być montowane, wykorzystywano osie różnych producentów.

### Nadwozie
Nadwozie prototypów było kanciaste. Odbiegało to od obłego nadwozia Autosana H9 oraz bardziej kanciastych modeli Autosan H10 i Autosan H11. Nadwozie posiadało jedne dwuskrzydłowe drzwi dla pasażerów w układzie 0–2–0. Obecność silnika z prawej strony kierowcy spowodowała, że zastosowano dodatkowe drzwi dla kierowcy z lewej strony pojazdu.
W kolejnych wersjach nadwozie stawało się coraz bardziej zaokrąglone, aż do ostatnich, w których przypominało nieco kształty Autosana H10.

### Wnętrze
Wnętrze w prototypach posiadało klasyczny układ siedzeń 2+2. Ostatni rząd miał jednak 4 miejsca. Dodatkowo w wersji miejskiej zastosowano poręcze dla pasażerów stojących. Pierwszy i czwarty rząd siedzeń zostały ustawione odwrotnie do kierunku jazdy, ze względu na usytuowanie ich nad nadkolami. W późniejszym okresie układ siedzeń zmieniał się. Ostatnie pojazdy w wersji miejskiej miały układ nietypowy: za kierowcą naprzeciw drzwi przednich było siedzenie ustawione bokiem, wzdłuż lewej ściany dwuosobowa ławka, następnie trzy ławki ustawione klasycznie (2 z lewej i 1 z prawej), po czym z prawej strony była ławka ustawiona tyłem, a z lewej jedno siedzenie bokiem, ze względu na zastosowanie drzwi z tyłu pojazdu ostatnia ławka została skrócona do 3 miejsc.